# مول‌آکر
شهر مول‌آکر (به آلمانی: Mühlacker) در ایالت بادن-وورتمبرگ در کشور آلمان واقع شده‌است.